# 5120 Bitias
5120 Bitias este o planetă minoră (asteroid), cu un diametru de 47,987 km, din Asteroid troian al lui Jupiter. A fost descoperită pe 13 octombrie 1988 la Observatorul Palomar de Carolyn S. Shoemaker și a fost numită după Meanings of minor planet names: 5001–6000⁠(d). 
Obiectul prezintă o orbită caracterizată de o semiaxă mare de 5,2759433 UAi, o excentricitate de 0,11, o înclinație de 24,989 ° în raport cu ecliptica.